# Consoante linguolabial
Linguolabiais ou apicolabiais  são consoantes articuladas colocando a ponta ou lâmina da língua contra o lábio superior, que é puxado para baixo para encontrar a língua. Eles representam um extremo de um contínuo articulatório coronal que se estende dos lugares palatinos linguolabial a subapical da articulação. Interlinguisticamente, as consoantes linguolabiais são muito raras, mas não representam uma combinação particularmente exótica de configurações articulatórias, ao contrário das consoantes clique ou ejetivas . Eles são encontrados em um aglomerado de línguas em Vanuatu, no dialeto Kajoko do Bijago na Guiné-Bissau, na Umotína (uma língua bororoana recentemente extinta do Brasil), e como sons paralinguísticos em outros lugares. Eles também são relativamente comuns na fala desordenada, e o diacrítico é especificamente previsto nas extensões do AFI.
As consoantes linguolabiais são transcritas no Alfabeto Fonético Internacional adicionando o diacrítico "gaivota"  , 
◌̼ COMBINANDO GAIVOTA ABAIXO, à consoante alveolar correspondente, ou com o diacrítico apical, U+033A ◌̺ COMBINANDO PONTE INVERTIDA ABAIXO, na consoante bilabial correspondente.

## Descrição
Seção sagital da parada linguolabial
Linguolabiais são produzidos pela constrição do fluxo de ar entre a língua e o lábio superior. Eles são atestados em uma série de maneiras de articulação, incluindo plosivas, nasais e fricativas, e podem ser produzidas com a ponta da língua (apical), lâmina da língua (laminal) ou parte inferior da língua (sublaminal). Acusticamente eles são mais semelhantes aos alveolares do que aos bilabiais. Os linguolabiais podem ser distinguidos dos bilabiais e alveolares acusticamente por transições formantes e ressonâncias nasais.

## Lista de consoantes
| AFI (duas transcrições) | AFI (duas transcrições) | Descrição                                            | Exemplo                     | Exemplo    | Exemplo   | Exemplo                                                           |
| AFI (duas transcrições) | AFI (duas transcrições) | Descrição                                            | Idioma                      | Ortografia | AFI       | Significado                                                       |
| ----------------------- | ----------------------- | ---------------------------------------------------- | --------------------------- | ---------- | --------- | ----------------------------------------------------------------- |
| n̼                       | m̺                       | nasal linguolabial                                   | Araki                       | m̈ana       | [n̼ana]    | "riso"                                                            |
| t̼                       | p̺                       | plosiva linguolabial surda                           | Tangoa                      | p̈ep̈e       | [t̼et̼e]    | "borboleta"                                                       |
| d̼                       | b̺                       | expressa plosiva linguolabial                        | Dialeto Kajoko da Bijago    |            | [nɔ̀-d̼ɔ́ːɡ] | "pedra"                                                           |
| n̼d̼                      | m̺b̺                      | plosiva linguolabial com voz pré-nasalizada          | Vao                         |            | [nan̼d̼ak]  | "arco"                                                            |
| θ̼                       | ɸ̺                       | fricativa linguolabial surda                         | Grandes Nambas              |            | [ˈinɛθ̼]   | "ele é asmático"                                                  |
| ð̼                       | β̺                       | fricativa linguolabial sonora                        | Tangoa                      | v̈atu       | [ð̼atu]    | "pedra"                                                           |
| l̼                       | —                       | aproximante lateral linguolabial                     | (comum em fala desordenada) |            |           |                                                                   |
| ɬ̼                       | —                       | fricativa lateral linguolabial surda                 | (em discurso desordenado)   |            |           |                                                                   |
| ɮ̼                       | —                       | fricativa lateral linguolabial sonora                | (em discurso desordenado)   |            |           |                                                                   |
| r̼                       | ʙ̺                       | trinado linguolabial (usa lábio inferior)            | Coatlán Zapoteca            |            | r̼ʔ        | mimese para a flatulência de uma criança (soprando uma framboesa) |
| ǀ̼ ou ʇ̼ </grande>        | ʘ̺                       | clique linguolabial liberação (múltiplas consoantes) | Coatlán Zapoteca            |            | kǀ̼        | mimese de comer sopa ou de um porco beber água                    |

## Mudanças de som
Em Vanuatu, algumas das línguas Santo-Malekula mudaram historicamente de consoantes labiais para dentárias através de um estágio linguolabial intermediário, que permanece em outras línguas Santo e Malekula. Em Nese, por exemplo, labiais tornaram-se linguolabiais antes de vogais não arredondadas; em Tolomako, isso foi além, de modo que (POc *bebe >) p̈ep̈e 'borboleta' (/t̼et̼e/ em Tangoa) mais tarde tornou-se /tete/ em Tolomako; da mesma forma, (POc *tama >) tam̈a 'pai' (Tangoa /tan̼a/) tornou-se /tana/.